# Джеймс-Таун (Вайоминг)
Джеймс-Таун (англ. James Town) — статистически обособленная местность, расположенная в округе Суитуотер (штат Вайоминг, США) с населением в 552 человека по статистическим данным переписи 2000 года.

## География
По данным Бюро переписи населения США, статистически обособленная местность Джеймс-Таун имеет общую площадь в 22,27 квадратных километров, из которых 21,76 кв. километров занимает земля и 0,52 кв. километров — вода. Площадь водных ресурсов округа составляет 2,33 % от всей его площади.
Статистически обособленная местность Джеймс-Таун расположена на высоте 1880 метров над уровнем моря.

## Демография
По данным переписи населения 2000 года, в Джеймс-Тауне проживало 552 человека, 162 семьи, насчитывалось 211 домашних хозяйств и 221 жилой дом. Средняя плотность населения составляла около 25,5 человека на один квадратный километр. Расовый состав Джеймс-Тауна по данным переписи распределился следующим образом: 95,29 % — белых, 0,36 % — чёрных или афроамериканцев, 0,36 % — коренных американцев, 2,90 % — представителей смешанных рас, 1,09 % — других народностей. Испаноговорящие составили 6,52 % от всех жителей статистически обособленной местности.
Из 211 домашних хозяйств в 31,8 % — воспитывали детей в возрасте до 18 лет, 65,9 % представляли собой совместно проживающие супружеские пары, в 5,2 % семей женщины проживали без мужей, 23,2 % не имели семей. 19,4 % от общего числа семей на момент переписи жили самостоятельно, при этом 4,3 % составили одинокие пожилые люди в возрасте 65 лет и старше. Средний размер домашнего хозяйства составил 2,62 человек, а средний размер семьи — 2,98 человек.
Население статистически обособленной местности по возрастному диапазону по данным переписи 2000 года распределилось следующим образом: 25,2 % — жители младше 18 лет, 8,7 % — между 18 и 24 годами, 25,9 % — от 25 до 44 лет, 31,7 % — от 45 до 64 лет и 8,5 % — в возрасте 65 лет и старше. Средний возраст жителей составил 40 лет. На каждые 100 женщин в Джеймс-Тауне приходилось 109,1 мужчин, при этом на каждые сто женщин 18 лет и старше приходилось 106,5 мужчин также старше 18 лет.
Средний доход на одно домашнее хозяйство в статистически обособленной местности составил 52 083 доллара США, а средний доход на одну семью — 53 295 долларов. При этом мужчины имели средний доход в 38 618 долларов США в год против 30 083 доллара среднегодового дохода у женщин. Доход на душу населения в статистически обособленной местности составил 18 708 долларов в год. 4,5 % от всего числа семей в округе и 8,0 % от всей численности населения находилось на момент переписи населения за чертой бедности, при этом 4,8 % из них были моложе 18 лет.